# Hellas Verona Football Club 2010-2011
Questa pagina raccoglie i dati riguardanti l'Hellas Verona Football Club nelle competizioni ufficiali della stagione 2010-2011.

## Stagione
Nonostante la beffa dell'anno precedente, Martinelli non cede, scegliendo come nuovo tecnico Giuseppe Giannini e ingaggiando in rosa pezzi grossi come Hallfreðsson, Pichlmann ed esperti di cadetteria quali Scaglia, Abbate e Maietta. Tuttavia Giannini non riesce mai a stringere con il gruppo, tanto da finire in zona retrocessione e pertanto sollevato dall'incarico a novembre, venendo sostituito da Andrea Mandorlini.
Adattatosi, Mandorlini da febbraio fa proseguire la squadra a razzo, tanto da rimontare la classifica e superando lo Spezia in casa, penalizzato inoltre di due punti. Al termine della stagione regolare è al quinto posto in classifica: nei play-off elimina prima il Sorrento e poi la Salernitana (2-0 all'andata casalinga e 0-1 per i granata al ritorno), raggiungendo così la promozione in Serie B dopo quattro stagioni.

## Divise e sponsor
Lo sponsor tecnico per la stagione è Asics per la sesta stagione, mentre i main sponsor sono Protec e Banca di Verona BCC sulla divisa casalinga, su quella da trasferta invece sono Asimov e Sicurint Group.
Le divise dei giocatori sono sostanzialmente delle reinterpretazioni di quelle della stagione 1984-1985, mentre i portieri hanno una divisa bianca e una nera con gli stessi sponsor del completo casalingo.
| Casa | Trasferta |

## Rosa
| N. |                      | Ruolo | Calciatore                   |
| -- | -------------------- | ----- | ---------------------------- |
|    | Italia (bandiera)    | P     | Andrea Caroppo               |
|    | Italia (bandiera)    | P     | Federico Da Vià              |
|    | Italia (bandiera)    | P     | Nícolas                      |
|    | Brasile (bandiera)   | P     | Rafael                       |
|    | Italia (bandiera)    | D     | Matteo Abbate                |
|    | Italia (bandiera)    | D     | Federico Cacciola            |
|    | Italia (bandiera)    | D     | Dario Campagna               |
|    | Italia (bandiera)    | D     | Francesco Cangi              |
|    | Italia (bandiera)    | D     | Luca Ceccarelli              |
|    | Italia (bandiera)    | D     | Domenico Maietta             |
|    | Italia (bandiera)    | D     | Alessandro Malomo            |
|    | Brasile (bandiera)   | D     | João Pedro Lysiak dos Santos |
|    | Italia (bandiera)    | D     | Massimiliano Scaglia         |
|    | Argentina (bandiera) | D     | Santiago Vergini             |
|    | Brasile (bandiera)   | C     | Robert Anderson Cavalheiro   |
|    | Brasile (bandiera)   | C     | Emerson Marcelina            |
|    | Italia (bandiera)    | C     | Gennaro Esposito             |
|    | Italia (bandiera)    | C     | Stefano Garzon               |
|    | Islanda (bandiera)   | C     | Emil Hallfreðsson            |

| N. |                       | Ruolo | Calciatore          |
| -- | --------------------- | ----- | ------------------- |
|    | Marocco (bandiera)    | C     | Hakim Khadrejnane   |
|    | Italia (bandiera)     | C     | Manuel Mancini      |
|    | Italia (bandiera)     | C     | Marco Martina Rini  |
|    | Italia (bandiera)     | C     | Fabrizio Paghera    |
|    | Italia (bandiera)     | C     | Giuseppe Russo      |
|    | Italia (bandiera)     | C     | Lorenzo Testini     |
|    | Italia (bandiera)     | A     | Emanuele Berrettoni |
|    | Italia (bandiera)     | A     | Nicola Ferrari      |
|    | Italia (bandiera)     | A     | Giuseppe Le Noci    |
|    | Italia (bandiera)     | A     | Aiman Napoli        |
|    | Austria (bandiera)    | A     | Thomas Pichlmann    |
|    | Italia (bandiera)     | A     | Gianmarco Ravelli   |
|    | Italia (bandiera)     | A     | Matteo Scapini      |
|    | San Marino (bandiera) | A     | Andy Selva          |
|    | Italia (bandiera)     | A     | Christian Tiboni    |
|    | Italia (bandiera)     | A     | Ernesto Torregrossa |
|    | Italia (bandiera)     | A     | Luca Viviani        |
|    | Italia (bandiera)     | A     | Giovanni Vriz       |

## Calciomercato

### Sessione estiva(dal 1º luglio al 31 agosto 2010)
| Acquisti | Acquisti                   | Acquisti      | Acquisti                                          |
| R.       | Nome                       | da            | Modalità                                          |
| -------- | -------------------------- | ------------- | ------------------------------------------------- |
| P        | Andrea Caroppo             | Brescia       | comproprietà                                      |
| D        | Matteo Abbate              | Gallipoli     | definitivo                                        |
| D        | Salif Dianda               | Sangiovannese | fine prestito                                     |
| D        | Domenico Maietta           | Frosinone     | definitivo                                        |
| D        | Alessandro Malomo          | Roma          | prestito con diritto di riscatto e controriscatto |
| D        | Massimiliano Scaglia       | Gallipoli     | svincolato                                        |
| D        | Santiago Vergini           | Olimpia       | prestito con diritto di riscatto                  |
| C        | Robert Anderson Cavalheiro | Reggina       | svincolato                                        |
| C        | Luisito Campisi            | Atalanta      | risoluzione comproprietà                          |
| C        | Gennaro Esposito           | Siena         | risoluzione comproprietà                          |
| C        | Emil Hallfreðsson          | Reggina       | prestito con diritto di riscatto                  |
| C        | Manuel Mancini             | Siena         | comproprietà                                      |
| C        | Marco Martina Rini         | Brescia       | prestito con diritto di riscatto                  |
| C        | Fabrizio Paghera           | Brescia       | prestito con diritto di riscatto                  |
| A        | Francesco Di Gennaro       | Gallipoli     | risoluzione comproprietà                          |
| A        | Nicola Ferrari             | Pergocrema    | definitivo                                        |
| A        | Giuseppe Le Noci           | Pergocrema    | definitivo                                        |
| A        | Thomas Pichlmann           | Grosseto      | definitivo                                        |
| A        | Gianmarco Ravelli          | Villacidrese  | fine prestito                                     |
| A        | Matteo Scapini             | Pro Belvedere | fine prestito                                     |

| Cessioni | Cessioni             | Cessioni          | Cessioni                         |
| R.       | Nome                 | a                 | Modalità                         |
| -------- | -------------------- | ----------------- | -------------------------------- |
| P        | Giuseppe Ingrassia   | Pergocrema        | svincolato                       |
| P        | Andrea Tozzo         | Sampdoria         | prestito con diritto di riscatto |
| D        | Fabrizio Anselmi     | Barletta          | definitivo                       |
| D        | Davide Bertolucci    | Esperia Viareggio | prestito                         |
| D        | Alberto Comazzi      | Spezia            | svincolato                       |
| D        | Salif Dianda         | Juve Stabia       | prestito                         |
| D        | Leonardo Massoni     | Esperia Viareggio | prestito                         |
| D        | Giuseppe Pugliese    | Varese            | prestito con diritto di riscatto |
| C        | Luisito Campisi      | Monza             | prestito                         |
| C        | Samuele Dalla Bona   | Napoli            | fine prestito                    |
| C        | Jorginho             | Sambonifacese     | prestito                         |
| C        | Filippo Pensalfini   | Taranto           | svincolato                       |
| A        | Corrado Colombo      | Juve Stabia       | svincolato                       |
| A        | Nicola Ciotola       | Taranto           | prestito con diritto di riscatto |
| A        | Francesco Di Gennaro | Virtus Lanciano   | prestito con diritto di riscatto |
| A        | Diego Farias         | Chievo            | fine prestito                    |
| A        | Pietro Filippini     | Sambonifacese     | prestito                         |
| A        | Julien Rantier       | Taranto           | definitivo                       |
| A        | Gianmarco Ravelli    | Villacidrese      | prestito                         |

### Sessione invernale(dal 3 gennaio al 31 gennaio 2011)
| Acquisti | Acquisti         | Acquisti           | Acquisti                         |
| R.       | Nome             | da                 | Modalità                         |
| -------- | ---------------- | ------------------ | -------------------------------- |
| P        | Nícolas          | Anapolina          | definitivo                       |
| C        | Sandro Peretti   | Castelnuovo Sandrà | definitivo                       |
| A        | Aiman Napoli     | Inter              | prestito con diritto di riscatto |
| A        | Christian Tiboni | Atalanta           | prestito                         |

| Cessioni | Cessioni            | Cessioni | Cessioni     |
| R.       | Nome                | a        | Modalità     |
| -------- | ------------------- | -------- | ------------ |
| D        | Alessandro Malomo   | Prato    | comproprietà |
| A        | Ernesto Torregrossa | Siracusa | prestito     |

## Risultati

### Lega Pro Prima Divisione

#### Girone di andata
| Arbitro: | Colasanti (Pistoia) |

|                             |           |                    |
| Tortori 37’ Magliocco 90+1’ | Marcatori | 90+5’ Martina Rini |

| Arbitro: | Soricaro (Barletta) |

|  |           |                    |
|  | Marcatori | 56’, 90+3’ R. Riva |

| Arbitro: | Gallo (Barcellona Pozzo di Gotto) |

|              |           |                                                     |
| Iacopino 65’ | Marcatori | 2’, 17’, 90+4’ Le Noci 23’ Pichlmann 60’ M. Mancini |

| Arbitro: | Ceccarelli (Terni) |

|                  |           |            |
| Hallfreðsson 33’ | Marcatori | 24’ Marchi |

| Arbitro: | Aureliano (Bologna) |

|                           |           |                |
| Gómez 16’ Sandreani 45+1’ | Marcatori | 9’ G. Esposito |

| Reggio Emilia 26 settembre 2010, ore 15:00 CEST 6ª giornata | Reggiana          | 0 – 0 referto | Verona | Stadio Giglio (3 000 spett.)\| Arbitro: \| Viti (Campobasso) \| |
| Arbitro:                                                    | Viti (Campobasso) |               |        |                                                                 |

| Arbitro: | Del Giovane (Albano Laziale) |

|               |           |             |
| Pichlmann 71’ | Marcatori | 32’ Musetti |

| Arbitro: | Pairetto (Torino) |

|  |           |               |
|  | Marcatori | 21’ Pichlmann |

| Arbitro: | Pasqua (Tivoli) |

|                              |           |  |
| Hallfreðsson 51’ Le Noci 59’ | Marcatori |  |

| Arbitro: | Bietolini (Firenze) |

|                      |           |  |
| Vannucchi 73’ (rig.) | Marcatori |  |

| Arbitro: | Mangialardi (Pistoia) |

|            |           |              |
| Vergini 7’ | Marcatori | 89’ Crocetti |

| Arbitro: | Di Paolo (Avezzano) |

|                                     |           |                   |
| Fava Passaro 11’ Litteri 71’ (rig.) | Marcatori | 90+3’ G. Esposito |

| Arbitro: | Di Bello (Brindisi) |

|          |           |           |
| Cangi 9’ | Marcatori | 51’ Togni |

| Arbitro: | Abbattista (Molfetta) |

|            |           |             |
| Meloni 15’ | Marcatori | 44’ Le Noci |

| Verona 28 novembre 2010, ore 14:30 CET 15ª giornata | Verona           | 0 – 0 referto | Pavia | Stadio Marcantonio Bentegodi (9 241 spett.)\| Arbitro: \| Carbone (Napoli) \| |
| Arbitro:                                            | Carbone (Napoli) |               |       |                                                                               |

| Arbitro: | Irrati (Prato) |

|            |           |               |
| Lauria 18’ | Marcatori | 60’ Pichlmann |

| Verona 12 dicembre 2010, ore 14:30 CET 17ª giornata | Verona            | 0 – 0 referto | Pergocrema | Stadio Marcantonio Bentegodi (9 297 spett.)\| Arbitro: \| Oliveri (Palermo) \| |
| Arbitro:                                            | Oliveri (Palermo) |               |            |                                                                                |

#### Girone di ritorno
| Arbitro: | La Penna (Roma 1) |

|                                               |           |  |
| Hallfreðsson 13’, 31’ Le Noci 17’ Selva 45+1’ | Marcatori |  |

| Arbitro: | De Benedictis (Bari) |

|             |           |               |
| Morandi 89’ | Marcatori | 65’ Pichlmann |

| Arbitro: | Maresca (Napoli) |

|                               |           |  |
| Pichlmann 34’ G. Esposito 56’ | Marcatori |  |

| Bolzano 23 gennaio 2011, ore 14:30 CET 21ª giornata | Südtirol       | 0 – 0 referto | Verona | Stadio Druso (3 320 spett.)\| Arbitro: \| Saia (Palermo) \| |
| Arbitro:                                            | Saia (Palermo) |               |        |                                                             |

| Arbitro: | Di Paolo (Avezzano) |

|                |           |                         |
| N. Ferrari 17’ | Marcatori | 16’ Gómez 21’ Sandreani |

| Arbitro: | Gallo (Barcellona Pozzo di Gotto) |

|                |           |  |
| N. Ferrari 56’ | Marcatori |  |

| Arbitro: | Viti (Campobasso) |

|                       |           |                          |
| M. Stefani 44’ (rig.) | Marcatori | 51’ G. Russo 58’ Le Noci |

| Arbitro: | Mariani (Aprilia) |

|                                                            |           |                             |
| N. Ferrari 9’, 84’ (rig.) Berrettoni 16’ G. Esposito 90+2’ | Marcatori | 3’ L. Rossetti 82’ A. Rosso |

| Arbitro: | Borriello (Mantova) |

|                        |           |                       |
| Martini 55’ Artico 89’ | Marcatori | 51’ (rig.) N. Ferrari |

| Arbitro: | Pasqua (Tivoli) |

|               |           |  |
| Pichlmann 88’ | Marcatori |  |

| Arbitro: | Irrati (Pistoia) |

|                  |           |                  |
| La Grottería 24’ | Marcatori | 11’ Martina Rini |

| Arbitro: | Di Bello (Brindisi) |

|                                           |           |            |
| Peccarisi 8’ (aut.) N. Ferrari 85’ (rig.) | Marcatori | 30’ Carrus |

| Arbitro: | Mariani (Aprilia) |

|                     |           |  |
| Paulinho 55’, 90+5’ | Marcatori |  |

| Arbitro: | Gavillucci (Latina) |

|                                               |           |           |
| Berrettoni 39’ G. Russo 54’ Bortel 77’ (aut.) | Marcatori | 14’ Volpe |

| Arbitro: | Abbattista (Molfetta) |

|               |           |              |
| Blanchard 76’ | Marcatori | 42’ G. Russo |

| Arbitro: | De Benedictis (Bari) |

|                      |           |  |
| Checcucci 14’ (aut.) | Marcatori |  |

| Crema 15 maggio 2011, ore 15:00 CEST 34ª giornata | Pergocrema          | 0 – 0 referto | Verona | Stadio Giuseppe Voltini (2 500 spett.)\| Arbitro: \| Di Paolo (Avezzano) \| |
| Arbitro:                                          | Di Paolo (Avezzano) |               |        |                                                                             |

#### Play-off
| Arbitro: | Mariani (Aprilia) |

|                            |           |  |
| N. Ferrari 75’, 88’ (rig.) | Marcatori |  |

| Arbitro: | Irrati (Pistoia) |

|             |           |                |
| De Giosa 5’ | Marcatori | 45’ Berrettoni |

| Arbitro: | Di Bello (Brindisi) |

|                                   |           |  |
| N. Ferrari 17’ (rig.), 67’ (rig.) | Marcatori |  |

| Arbitro: | Di Paolo (Avezzano) |

|              |           |  |
| Carrus 45+1’ | Marcatori |  |

### Coppa Italia
| Arbitro: | Ros (Pordenone) |

|                                   |           |  |
| Le Noci 14’ (rig.) N. Ferrari 69’ | Marcatori |  |

| Arbitro: | Candussio (Cervignano del Friuli) |

|                                    |           |  |
| R. Perna 13’ Bellazzini 71’ (rig.) | Marcatori |  |

### Coppa Italia Lega Pro
| Arbitro: | Bindoni (Venezia) |

|                            |           |                                                         |
| N. Ferrari 35’, 77’ (rig.) | Marcatori | 18’, 42’ Brighenti 27’ Tartabini 84’ Staiti 90+3’ Orfei |

## Statistiche

### Statistiche di squadra
| Competizione             | Punti | In casa | In casa | In casa | In casa | In casa | In casa | In trasferta | In trasferta | In trasferta | In trasferta | In trasferta | In trasferta | Totale | Totale | Totale | Totale | Totale | Totale | D.R. |
| Competizione             | Punti | G       | V       | N       | P       | Gf      | Gs      | G            | V            | N            | P            | Gf           | Gs           | G      | V      | N      | P      | Gf     | Gs     | D.R. |
| ------------------------ | ----- | ------- | ------- | ------- | ------- | ------- | ------- | ------------ | ------------ | ------------ | ------------ | ------------ | ------------ | ------ | ------ | ------ | ------ | ------ | ------ | ---- |
| Lega Pro Prima Divisione | 50    | 17      | 9       | 6       | 2       | 25      | 12      | 17           | 3            | 8            | 4            | 17           | 18           | 34     | 12     | 14     | 8      | 42     | 30     | +12  |
| Playoff                  | -     | 2       | 2       | 0       | 0       | 4       | 0       | 2            | 0            | 1            | 1            | 1            | 2            | 4      | 2      | 1      | 1      | 5      | 2      | +3   |
| Coppa Italia             | -     | 1       | 1       | 0       | 0       | 2       | 0       | 1            | 0            | 0            | 1            | 0            | 2            | 2      | 1      | 0      | 1      | 2      | 2      | 0    |
| Coppa Italia Lega Pro    | -     | 1       | 1       | 0       | 0       | 2       | 5       | 0            | 0            | 0            | 0            | 0            | 0            | 1      | 1      | 0      | 0      | 2      | 5      | -3   |
| Totale                   | 50    | 21      | 13      | 6       | 2       | 33      | 17      | 20           | 3            | 9            | 8            | 18           | 22           | 41     | 16     | 15     | 10     | 51     | 39     | +12  |

### Andamento in campionato
| Giornata  | 1  | 2  | 3 | 4 | 5  | 6  | 7  | 8  | 9 | 10 | 11 | 12 | 13 | 14 | 15 | 16 | 17 | 18 | 19 | 20 | 21 | 22 | 23 | 24 | 25 | 26 | 27 | 28 | 29 | 30 | 31 | 32 | 33 | 34 |
| --------- | -- | -- | - | - | -- | -- | -- | -- | - | -- | -- | -- | -- | -- | -- | -- | -- | -- | -- | -- | -- | -- | -- | -- | -- | -- | -- | -- | -- | -- | -- | -- | -- | -- |
| Luogo     | T  | C  | T | C | T  | T  | C  | T  | C | T  | C  | T  | C  | T  | C  | T  | C  | C  | T  | C  | T  | C  | C  | T  | C  | T  | C  | T  | C  | T  | C  | T  | C  | T  |
| Risultato | P  | P  | V | N | P  | N  | N  | V  | V | P  | N  | P  | N  | N  | N  | N  | N  | V  | N  | V  | N  | P  | V  | V  | V  | P  | V  | N  | V  | P  | V  | N  | V  | N  |
| Posizione | 13 | 16 | 6 | 7 | 13 | 15 | 14 | 10 | 8 | 10 | 11 | 13 | 13 | 12 | 12 | 14 | 13 | 9  | 11 | 9  | 8  | 11 | 10 | 8  | 7  | 7  | 6  | 5  | 5  | 5  | 4  | 5  | 5  | 5  |

Fonte:  Lega Pro - Girone A, su transfermarkt.it, Transfermarkt.
Legenda:

Luogo: C = Casa; T = Trasferta. Risultato: V = Vittoria; N = Pareggio; P = Sconfitta.

### Statistiche dei giocatori
Sono in corsivo i calciatori che hanno lasciato la società a stagione in corso.
| Giocatore       | Lega Pro Prima Divisione | Lega Pro Prima Divisione | Lega Pro Prima Divisione | Lega Pro Prima Divisione | Play-off | Play-off | Play-off    | Play-off   | Coppa Italia | Coppa Italia | Coppa Italia | Coppa Italia | Coppa Italia Lega Pro | Coppa Italia Lega Pro | Coppa Italia Lega Pro | Coppa Italia Lega Pro | Totale   | Totale | Totale      | Totale     |
| Giocatore       | Presenze                 | Reti                     | Ammonizioni              | Espulsioni               | Presenze | Reti     | Ammonizioni | Espulsioni | Presenze     | Reti         | Ammonizioni  | Espulsioni   | Presenze              | Reti                  | Ammonizioni           | Espulsioni            | Presenze | Reti   | Ammonizioni | Espulsioni |
| --------------- | ------------------------ | ------------------------ | ------------------------ | ------------------------ | -------- | -------- | ----------- | ---------- | ------------ | ------------ | ------------ | ------------ | --------------------- | --------------------- | --------------------- | --------------------- | -------- | ------ | ----------- | ---------- |
| M. Abbate       | 19                       | 0                        | 3                        | 0                        | 2        | 0        | 2           | 0          | 2            | 0            | 2            | 0            | -                     | -                     | -                     | -                     | 23       | 0      | 7           | 0          |
| R. Anderson     | 9                        | 0                        | 4                        | 0                        | 2        | 0        | 1           | 0          | -            | -            | -            | -            | -                     | -                     | -                     | -                     | 11       | 0      | 5           | 0          |
| E. Berrettoni   | 16                       | 2                        | 2                        | 0                        | 4        | 1        | 0           | 0          | 2            | 0            | 0            | 0            | -                     | -                     | -                     | -                     | 22       | 3      | 2           | 0          |
| F. Cacciola     | 0                        | 0                        | 0                        | 0                        | -        | -        | -           | -          | -            | -            | -            | -            | -                     | -                     | -                     | -                     | 0        | 0      | 0           | 0          |
| D. Campagna     | 8                        | 0                        | 1                        | 0                        | -        | -        | -           | -          | 2            | 0            | 0            | 0            | 1                     | 0                     | 0                     | 0                     | 11       | 0      | 1           | 0          |
| F. Cangi        | 19                       | 1                        | 4                        | 1                        | 4        | 0        | 0           | 0          | -            | -            | -            | -            | 1                     | 0                     | 0                     | 0                     | 24       | 1      | 4           | 1          |
| A. Caroppo      | 0                        | 0                        | 0                        | 0                        | -        | -        | -           | -          | 0            | 0            | 0            | 0            | 1                     | -5                    | 0                     | 1                     | 1        | -5     | 0           | 1          |
| L. Ceccarelli   | 31                       | 0                        | 9                        | 0                        | 3        | 0        | 2           | 0          | 2            | 0            | 1            | 0            | -                     | -                     | -                     | -                     | 36       | 0      | 12          | 0          |
| F. Da Vià       | 0                        | 0                        | 0                        | 0                        | -        | -        | -           | -          | -            | -            | -            | -            | -                     | -                     | -                     | -                     | 0        | 0      | 0           | 0          |
| M. Emerson      | 2                        | 0                        | 0                        | 0                        | -        | -        | -           | -          | -            | -            | -            | -            | 0                     | 0                     | 0                     | 0                     | 2        | 0      | 0           | 0          |
| G. Esposito     | 29                       | 4                        | 3                        | 0                        | 4        | 0        | 1           | 0          | 2            | 0            | 0            | 0            | 1                     | 0                     | 0                     | 0                     | 36       | 4      | 4           | 0          |
| N. Ferrari      | 26                       | 6                        | 4                        | 1                        | 4        | 4        | 0           | 0          | 1            | 1            | 0            | 0            | 1                     | 2                     | 0                     | 0                     | 32       | 13     | 4           | 1          |
| S. Garzon       | 12                       | 0                        | 2                        | 0                        | 1        | 0        | 0           | 0          | 1            | 0            | 0            | 0            | 1                     | 0                     | 0                     | 0                     | 15       | 0      | 2           | 0          |
| E. Hallfreðsson | 30                       | 4                        | 9                        | 0                        | 4        | 0        | 0           | 0          | -            | -            | -            | -            | -                     | -                     | -                     | -                     | 34       | 4      | 9           | 0          |
| H. Khadrejnane  | 0                        | 0                        | 0                        | 0                        | -        | -        | -           | -          | -            | -            | -            | -            | 1                     | 0                     | 0                     | 0                     | 1        | 0      | 0           | 0          |
| G. Le Noci      | 30                       | 7                        | 2                        | 0                        | 2        | 0        | 0           | 0          | 2            | 1            | 0            | 0            | -                     | -                     | -                     | -                     | 34       | 8      | 2           | 0          |
| D. Maietta      | 22                       | 0                        | 4                        | 0                        | 4        | 0        | 1           | 0          | -            | -            | -            | -            | -                     | -                     | -                     | -                     | 26       | 0      | 5           | 0          |
| A. Malomo       | 2                        | 0                        | 1                        | 0                        | -        | -        | -           | -          | -            | -            | -            | -            | 1                     | 0                     | 0                     | 0                     | 3        | 0      | 1           | 0          |
| M. Mancini      | 27                       | 1                        | 3                        | 1                        | 4        | 0        | 0           | 0          | 2            | 0            | 0            | 0            | -                     | -                     | -                     | -                     | 33       | 1      | 3           | 1          |
| M. Martina Rini | 20                       | 2                        | 5                        | 1                        | 3        | 0        | 1           | 0          | 2            | 0            | 0            | 0            | 1                     | 0                     | 0                     | 0                     | 26       | 2      | 6           | 1          |
| A. Napoli       | 2                        | 0                        | 0                        | 0                        | -        | -        | -           | -          | -            | -            | -            | -            | -                     | -                     | -                     | -                     | 2        | 0      | 0           | 0          |
| Nícolas         | 0                        | 0                        | 0                        | 0                        | 0        | 0        | 0           | 0          | -            | -            | -            | -            | -                     | -                     | -                     | -                     | 0        | 0      | 0           | 0          |
| F. Paghera      | 13                       | 0                        | 4                        | 0                        | -        | -        | -           | -          | 2            | 0            | 0            | 0            | -                     | -                     | -                     | -                     | 15       | 0      | 4           | 0          |
| J. Pedro        | -                        | -                        | -                        | -                        | -        | -        | -           | -          | -            | -            | -            | -            | 1                     | 0                     | 0                     | 0                     | 1        | 0      | 0           | 0          |
| T. Pichlmann    | 29                       | 7                        | 4                        | 0                        | 0        | 0        | 0           | 0          | -            | -            | -            | -            | -                     | -                     | -                     | -                     | 29       | 7      | 4           | 0          |
| Rafael          | 34                       | -30                      | 0                        | 0                        | 4        | -2       | 0           | 0          | 2            | -2           | 0            | 0            | 0                     | 0                     | 0                     | 0                     | 40       | -34    | 0           | 0          |
| G. Ravelli      | -                        | -                        | -                        | -                        | -        | -        | -           | -          | 0            | 0            | 0            | 0            | -                     | -                     | -                     | -                     | 0        | 0      | 0           | 0          |
| G. Russo        | 20                       | 3                        | 2                        | 0                        | 3        | 0        | 0           | 0          | 2            | 0            | 1            | 0            | 1                     | 0                     | 0                     | 0                     | 26       | 3      | 3           | 0          |
| M. Scaglia      | 29                       | 0                        | 6                        | 2                        | 4        | 0        | 0           | 0          | 2            | 0            | 2            | 0            | -                     | -                     | -                     | -                     | 35       | 0      | 8           | 2          |
| M. Scapini      | 5                        | 0                        | 0                        | 0                        | -        | -        | -           | -          | 1            | 0            | 0            | 0            | 0                     | 0                     | 0                     | 0                     | 6        | 0      | 0           | 0          |
| A. Selva        | 12                       | 1                        | 0                        | 0                        | 2        | 0        | 0           | 0          | -            | -            | -            | -            | 1                     | 0                     | 0                     | 0                     | 15       | 1      | 0           | 0          |
| L. Testini      | 0                        | 0                        | 0                        | 0                        | -        | -        | -           | -          | -            | -            | -            | -            | -                     | -                     | -                     | -                     | 0        | 0      | 0           | 0          |
| C. Tiboni       | 3                        | 0                        | 0                        | 0                        | -        | -        | -           | -          | -            | -            | -            | -            | -                     | -                     | -                     | -                     | 3        | 0      | 0           | 0          |
| E. Torregrossa  | 3                        | 0                        | 0                        | 0                        | -        | -        | -           | -          | 1            | 0            | 0            | 0            | 0                     | 0                     | 0                     | 0                     | 4        | 0      | 0           | 0          |
| S. Vergini      | 15                       | 1                        | 1                        | 0                        | 1        | 0        | 0           | 0          | -            | -            | -            | -            | 1                     | 0                     | 0                     | 0                     | 17       | 1      | 1           | 0          |
| L. Viviani      | 1                        | 0                        | 1                        | 0                        | -        | -        | -           | -          | -            | -            | -            | -            | -                     | -                     | -                     | -                     | 1        | 0      | 1           | 0          |
| G. Vriz         | 3                        | 0                        | 0                        | 0                        | -        | -        | -           | -          | 0            | 0            | 0            | 0            | 1                     | 0                     | 0                     | 0                     | 4        | 0      | 0           | 0          |